# Rút dại
Rút nhám, rút dại hay điền ma nhám (tên danh pháp hai phần: Aeschynomene aspera) là một loài thực vật có hoa thủy sinh thuộc họ Fabaceae. Ruột cây rút nhám rất xốp và nhẹ, có tính cách nhiệt nên được dùng làm cốt mũ và nón, nhất là loại mũ mà tiếng Việt thường gọi là Mũ cối.
Bản địa của cây rút nhám là Bangladesh, Bhutan, Campuchia, Ấn Độ, Indonesia, Lào, Malaysia, Myanmar, Malaysia, Nepal, Pakistan, Sri Lanka, Thái Lan, and Việt Nam. Cây rút mọc hoang ở những vùng đất trũng, ven ao hồ, ruộng ngập kể cả vùng nước lợ.